# Samael (sastav)
Samael je švicarski metal sastav osnovan 1987. godine u Sionu.

## Povijest

### Black metal godine (1987. – 1994.)
Sastav je osnovan u travnju 1987. godine u gradu Sionu, u kantonu Valais, u Švicarskoj. Iako je za većinu glazbe grupe od sredine devedesetih godina prošlog stoljeća do danas karakteristična uporaba elektroničke glazbe tipične za žanr industrijalnog metala, Samael je u biti jedna od prvih drugovalnih black metal skupina i začetnik pokreta post-black metal stilova.
Godine 1988. Samael je objavio svoj prvi studijski uradak, EP pod imenom Medieval Prophecy.
Samael je prvi studijski album, Worship Him, objavio 1991. godine. Izdala ga je francuska diskografska kuća Osmose Productions. Sljedeće je godine skupina potpisala ugovor za objavu albuma s izdavačkom kućom Century Media Records, koja krajem te godine objavljuje njezin drugi studijski album, Blood Ritual.
Početkom 1994. godine sastav je objavio svoj treći studijski album, Ceremony of Opposites. Album se razlikovao od svojih prethodnika po tome što su se u glazbi počeli nazirati industrijalni elementi te se grupa počela više usredotočivati na zvuk klavijatura i korištenje semplova. Album joj je osigurao veću skupinu obožavatelja izvan Europe, osobito u Latinskoj Americi.

### Industrial metal godine - era Century Media i Regain Records (1995. – 2006.)
Na albumu Passage, objavljenom 1996. godine, Samael je drastično promijenio zvuk; premda se u nekim pjesmama još naziru tragovi black metala, album uglavnom stilistički pripada žanru industrijalnog metala. Album je dodatno povećao njegovu popularnost te je spot za pjesmu "Jupiterian Vibe" često bio prikazivan u emisiji Headbangers Ball na MTV-ju. Druga je inačica albuma bila objavljena iste godine s dodatnim diskom pod imenom "Xytras"; taj je disk sadržavao deset pjesama s albuma u instrumentalnoj inačici, a koje je na klaviru svirao klavijaturist Xy.
Godine 1999. Samael je objavio svoj peti studijski album, Eternal. Album je snimio i miksao David Richards u studiju Mountain u Švicarskoj. Nakon objave albuma Samael nije obnovio svoj dugogodišnji ugovor s kućom Century Media.
Svoj je šesti studijski album, Reign of Light, Samael objavio 2004. godine. Album su objavile Samaelova vlastita diskografska kuća Galactical Records te švedski izdavač Regain Records. Bila su objavljena dva singla s uratka; "Telepath", za koji je bio snimljen i glazbeni spot, i "On Earth", koji je još uključivao i obradu pjesme "I Feel You" grupe Depeche Mode.
Dvije godine kasnije Century Media objavio je elektronički glazbeni projekt Era One (na kojem sudjeluju Vorph i Xy). Album sadržava i dodatni disk pod imenom "Lessons in Magic No. 1", koji je, poput diska "Xytras" s albuma Passage, bio u potpunosti instrumentalan te je glazbu na njemu skladao Xy. Sam je album bio snimljen 2002. godine te je bonus disk snimljen godinu kasnije, no ponovno je miksan i uređen tek 2005. godine.

### Industrial metal godine - era Nuclear Blast (2007. – danas)
U lipnju 2007. godine sastav je objavio osmi studijski album, Solar Soul. Album je specifičan po tome što pjesme kao što su "Solar Soul", "Slavocracy" i "AVE!" spajaju različite glazbene stilove koji su bili prisutni prisutnih na Samaelovim albumima od albuma Passage.
U ožujku 2009. godine Samael je objavio album Above, koji je posvetio svojim black metal korijenima.
U lipnju 2010. godine Samael je počeo snimati demosnimke za svoj idući album. Prvi singl s albuma, Antigod, bio je objavljen 19. studenog 2010. Album, nazvan Lux Mundi (latinski: "Svjetlo svijeta"), bio je objavljen 29. travnja 2011. u Europi te 3. svibnja 2011. u Sjevernoj Americi. Isti mjesec skupina je u Švedskoj s direktorom Patricom Ulaeusom snimila spot za pjesmu "Luxferre".
Godine 2017. grupa je objavila svoj jedanaesti studijski album, Hegemony.

## Članovi sastava
| Trenutni članovi - Michael "Vorph" Locher – vokali, gitara (1987. – danas) - Alexandre "Xytras" Locher – bubnjevi (1988. – 1994.), programiranje bubnjeva, klavijature, glazbeni uzorci (1995. – danas) - Marco "Makro" Rivao – gitara (2002. – danas) - Thomas "Drop" Betrisey – bas-gitara (2015. – danas) | Bivši članovi - Pat Charvet — bubnjevi (1987. – 1988.) - Rodolphe H. — klavijature, glazbeni uzorci (1993. – 1996.) - Kaos — gitara (1996. – 2002.) - Christophe "Mas" Mermod – bas-gitara (1991. – 2015.) |

## Diskografija
Studijski albumi
- Worship Him (1991.)
- Blood Ritual (1992.)
- Ceremony of Opposites (1994.)
- Passage (1996.)
- Eternal (1999.)
- Reign of Light (2004.)
- Era One (2006.)
- Solar Soul (2007.)
- Above (2009.)
- Lux Mundi (2011.)
- Hegemony (2017.)

EP-ovi
- Medieval Prophecy (1988.)
- Rebellion (1995.)
- Exodus (1998.)

## Vanjske poveznice
- (engl.) Službene stranice sastava
- (engl.) Službena Facebook stranica sastava
- (engl.) Samael na MySpaceu